# Synidotea muricata
Synidotea muricata är en kräftdjursart som först beskrevs av Harford 1877.  Synidotea muricata ingår i släktet Synidotea och familjen tånglöss. Inga underarter finns listade i Catalogue of Life.